# Longuenesse
Longuenesse (Nederlands: Langenesse) is een gemeente in het Franse departement Pas-de-Calais (regio Hauts-de-France). De plaats maakt deel uit van het arrondissement Sint-Omaars. Longuenesse telde op 1 januari 2022 10.559 inwoners.

## Geografie
De oppervlakte van Longuenesse bedroeg op 1 januari 2022 8,4 vierkante kilometer; de bevolkingsdichtheid was toen 1.257 inwoners per km².

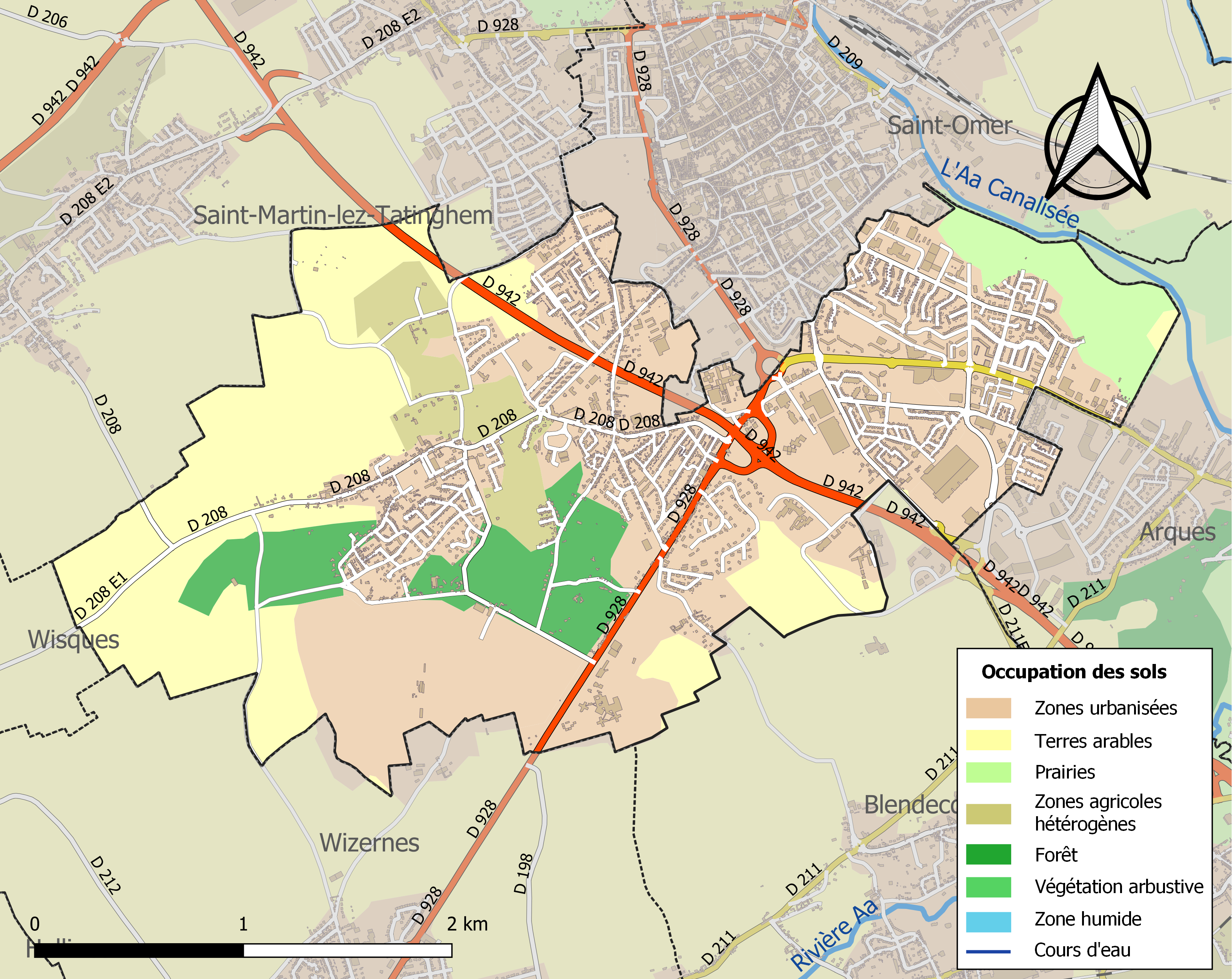
Kaart van de gemeente met de belangrijkste infrastructuur, bodemgebruik en omliggende gemeenten

## Demografie
Onderstaande figuur toont het verloop van het inwonertal (bron: INSEE-tellingen).